# 玉阳街道
玉阳街道，是中华人民共和国湖北省宜昌市当阳市下辖的一个乡镇级行政单位。

## 行政区划
玉阳街道下辖以下地区：
熊家山社区、太子桥社区、东门楼社区、子龙路社区、窑湾社区、南门当社区、东群村、新民村、北门村、长坂村、望城村、三里港村、和平村、窑湾村、白龙村、庆丰岗村、坳口村和金塔村。